# チオケトン

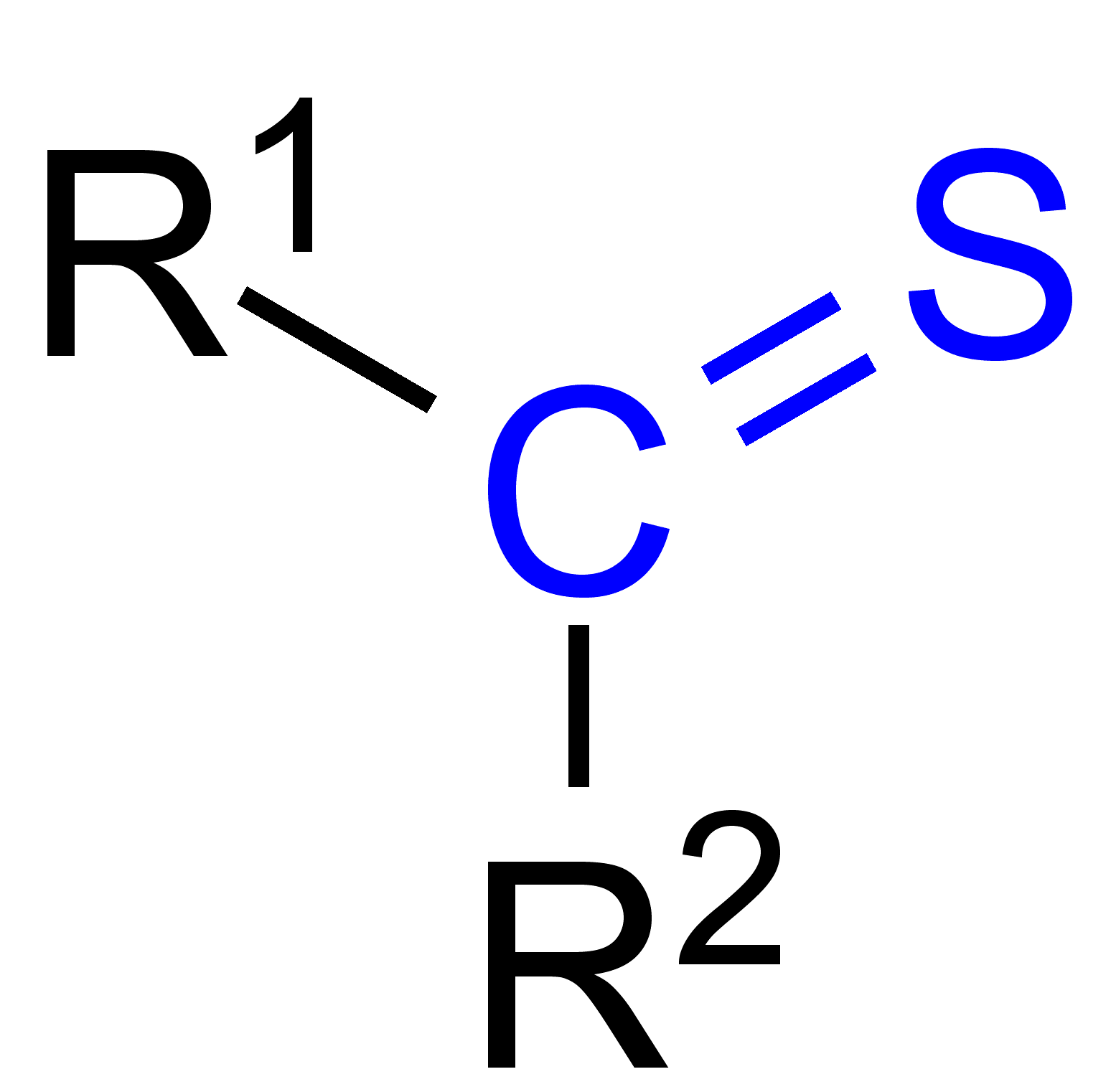
チオケトンの一般構造式

チオケトン (thioketone) は、ケトンの酸素原子を硫黄原子で置き換えた化合物である。チオン (thione) と呼ばれることもある。チオカルボニル基 (>C=S) に2つの炭素置換基がついた構造を持つ。同様にアルデヒドの硫黄類縁体はチオアルデヒド (thioaldehyde) と呼ばれる。これらの化合物は通常、赤紫から青色である。
かさ高い置換基などで安定化されていないチオケトンは不安定で、ポリマーやオリゴマーを形成する。また空気中の湿気などで加水分解を受けやすく、対応するケトンを与える。チオベンゾフェノン (Ph2C=S) のようなジアリールチオケトンは比較的安定だが、光にさらされていると若干酸素に対して弱くなる。チオベンゾフェノンは深青色の化合物で、対応するケトン（ベンゾフェノン）よりも極性が低い。
チオケトンはあまり頻繁に見られる化合物ではなく、合成法は限られている。ケトンとローソン試薬の反応や、酸触媒存在下での硫化水素との反応が、チオカルボニル基を含む化合物の合成法として知られている。
チオアルデヒドはチオケトンよりも反応性が高いため多くの場合単離することができず、系中で発生させたものを捕捉することによって存在が確認される。例えば、Fc2P2S4 とベンズアルデヒドの反応によってチオベンズアルデヒドが生成するとされているが、これは系中のジチオホスフィンイリド (−PS2) と反応して C2PS3 環を含む化合物を与えることが根拠である。この例では2つの反応活性な中間体が互いに捕捉されている。
かさ高い置換基である tert-ブチル基が導入された 2,4,6-トリ-tert-ブチルチオベンズアルデヒドの単離が報告されている。
チオケトンのセレン類縁体（セレノケトン）はさらに不安定であり、セレノベンゾフェノンは [2 + 2] 環化によって生成する2量体の形で存在する。また、1,3-ジエンとのディールス・アルダー反応によって C4PSe 環を形成することが知られている。